# Troncal 1 (Metrovía)
La Troncal 1 de la Metrovía (Guasmo - Río Daule), abierta al público el 30 de julio de 2006, es la primera línea en operar en el sistema de autobús de tránsito rápido Metrovía, en Guayaquil. Se extiende desde la Terminal de Integración Guasmo en el populoso barrio del Guasmo, al sur de la ciudad, hasta la Terminal de Integración Río Daule, frente a la Terminal Terrestre Jaime Roldós Aguilera.

## Historia
La Troncal 1 de la Metrovía de Guayaquil fue inaugurada el 30 de julio de 2006, marcando el inicio del sistema de transporte rápido urbano BRT en la ciudad. Esta troncal conecta el sur de Guayaquil, desde la Terminal Guasmo, hasta el norte, en la Terminal Río Daule, frente a la Terminal Terrestre Jaime Roldós Aguilera.
La creación de la Troncal 1 fue impulsada por la Fundación Metrovía, creada en 2004 para gestionar y administrar el sistema. El proyecto respondió a la necesidad urgente de modernizar y organizar el transporte público en Guayaquil, mejorando la movilidad y reduciendo la congestión vehicular y la contaminación ambiental.
A lo largo de los años, la troncal ha sido objeto de mejoras progresivas: incorporación de buses articulados con tecnología más eficiente, implementación de sistemas de pago electrónico y ampliación de estaciones para facilitar el acceso a los usuarios. Sin embargo, enfrenta retos como la insuficiencia de unidades en operación —funcionando con cerca del 40% de la flota contractual— lo que afecta la frecuencia del servicio y la experiencia del usuario.
La Troncal 1 ha sido vital para conectar sectores residenciales, comerciales y turísticos de la ciudad, contribuyendo a un cambio cultural hacia el uso del transporte público y una movilidad urbana más sostenible.

## Sistemas
La Troncal 1 opera bajo el modelo BRT (Bus Rapid Transit), que incluye:
- Carriles exclusivos: para evitar congestiones y garantizar tiempos de viaje más predecibles.
- Estaciones elevadas: que permiten un embarque y desembarque rápido y seguro.
- Vehículos articulados: buses de gran capacidad para atender la demanda.
- Pago electrónico: facilitando la recarga y el uso del servicio sin manejo de efectivo.

A pesar de estas ventajas, la operación enfrenta desafíos como la insuficiencia de unidades, lo que provoca que no se pueda mantener la frecuencia óptima del servicio, especialmente en horas pico.

## Características
- Longitud total: Aproximadamente 26 kilómetros.
- Número de estaciones: 89 estaciones distribuidas a lo largo del recorrido, con 2 terminales principales y 30 paradas de integración.
- Accesibilidad: Diseñada para personas con movilidad reducida, con rampas y accesos adecuados.
- Servicios adicionales: Algunas estaciones ofrecen baños públicos, Wi-Fi gratuito y puntos de información.
- Horarios: Servicio disponible las 24 horas, con frecuencias que varían según la demanda y la cantidad de buses operativos.

## Estaciones
La Troncal 1 cuenta con numerosas estaciones estratégicamente ubicadas para facilitar la movilidad urbana, entre las más importantes destacan:
- Terminal Guasmo: Punto inicial en el sur de la ciudad.
- Terminal Río Daule: Punto final al norte, frente a la Terminal Terrestre Jaime Roldós Aguilera.
- Las Peñas: En el casco histórico de Guayaquil.
- Plaza Garibaldi: Zona comercial y turística.
- Biblioteca Municipal: Centro cultural y educativo.

Estas estaciones permiten la conexión directa con zonas residenciales, centros de trabajo, turísticos y comerciales.
También tiene las siguientes estaciones: 
| Estación                      | Tipo        | Servicios                  | Apertura |
| ----------------------------- | ----------- | -------------------------- | -------- |
| Terminal del Guasmo           | integradora | Acceso para discapacitados | 2006     |
| Guasmo Sur                    | Parada      | Acceso para discapacitados | 2006     |
| Guasmo Norte                  | Parada      | Acceso para discapacitados | 2006     |
| Floresta 2                    | Parada      | Acceso para discapacitados | 2006     |
| Floresta 1                    | Parada      | Acceso para discapacitados | 2006     |
| Guasmo Central                | Parada      | Acceso para discapacitados | 2006     |
| Los Tulipanes                 | Parada      | Acceso para discapacitados | 2006     |
| Pradera 2                     | Parada      | Acceso para discapacitados | 2006     |
| Pradera 1                     | Parada      | Acceso para discapacitados | 2006     |
| Ciudadela 9 de Octubre        | Parada      | Acceso para discapacitados | 2006     |
| Mercado Caraguay              | Parada      | Acceso para discapacitados | 2006     |
| Barrio Cuba (N-S)             | Parada      | S                          | 2006     |
| Barrio Cuba (S-N)             | Parada      | N                          | 2006     |
| Barrio del Centenario (N-S)   | Parada      | S                          | 2006     |
| Barrio del Centenario (S-N)   | Parada      | N                          | 2006     |
| Hospital León Becerra (N-S)   | Parada      | S                          | 2006     |
| Hospital Leon Becerra (S-N)   | Parada      | N                          | 2006     |
| El Astillero (N-S)            | Parada      | S                          | 2006     |
| El Astillero (S-N)            | Parada      | N                          | 2006     |
| La Providencia (N-S)          | Parada      | S                          | 2006     |
| La Providencia (S-N)          | Parada      | N                          | 2006     |
| Plaza de la Integración (S-N) | Parada      | N                          | 2006     |
| IESS                          | integradora | S                          | 2006     |
| Biblioteca Municipal          | integradora | N                          | 2006     |
| La Catedral                   | Parada      | S                          | 2006     |
| El Correo                     | Parada      | N                          | 2006     |
| Boca 9                        | Parada      | S                          | 2006     |
| Plaza Garibaldi               | Parada      | N                          | 2006     |
| Hospital Luis Vernaza         | Parada      | S                          | 2006     |
| Jardines del Malecón          | Parada      | N                          | 2006     |
| Las Peñas                     | Integradora | N                          | 2006     |
| Atarazana                     | Parada      | Acceso para discapacitados | 2006     |
| Liceo Naval (N-S)             | Parada      | S                          | 2006     |
| Liceo Naval (S-N)             | Parada      | N                          | 2006     |
| Santa Leonor (N-S)            | Parada      | S                          | 2006     |
| Santa Leonor (S-N)            | Parada      | N                          | 2006     |
| Terminal Río Daule            | integradora | Acceso para discapacitados | 2006     |

| Características                |
| ------------------------------ |
| Servicio 24 horas              |
| Servicio 05:30 - 23:30         |
| Accesiblidad para minusválidos |
| Información                    |
| N Únicamente hacia el norte    |
| S Únicamente hacia el sur      |
| Baños                          |
| Wifi gratuito                  |
| Restaurantes                   |
| Troncal 2 (Metroexpress)       |
| Troncal 3 (Metrobastión)       |
|                                |

## Rutas Alimentadoras
Las rutas alimentadoras complementan el servicio de la Troncal 1 conectando zonas periféricas con las estaciones principales. Algunas de las rutas activas son:
| Línea | Recorrido                       |
| ----- | ------------------------------- |
| D1    | Terminal Río Daule - Guayacanes |
| D2    | Terminal Río Daule - Samanes    |
| D3    | Terminal Río Daule - Alborada   |
| G1    | Terminal Guasmo - Playita       |
| G2    | Parada Pradera - Stella Maris   |

No obstante, algunas rutas alimentadoras han tenido interrupciones prolongadas debido a la pandemia y a la falta de buses disponibles, obligando a los usuarios a buscar alternativas de transporte.